# Sint-Piatuskerk (Doornik)
De Sint-Piatuskerk (Église Saint-Piat) is een kerk in de Belgische stad Doornik. Het gebouw staat in het zuidelijk deel van de stadskern en dateert uit de 12de eeuw en werd in 1936 als monument beschermd. De kerk is gewijd aan de heilige Piatus, de eerste christelijke missionaris van Doornik.

## Geschiedenis
Volgens opgravingen uit 1971 bevond zich hier vroeger in het midden van de 4de eeuw een christelijke begraafplaats, waarop in het begin van de 6de eeuw een Merovingische basiliek werd gebouwd. De huidige kerk werd in de 12de eeuw opgetrokken. Aan het romaanse schip werd in de 13de eeuw een gotisch koor gebouwd. De kerk werd de volgende eeuwen nog vergroot. In de 17de eeuw werden in de beuk zijkapellen gebouwd waarin de legende van Onze-Lieve-Vrouw van de Alsemberg en de legende van Sint-Hubertus worden afgebeeld.